# 期間の定めのない労働契約
| 雇用形態                           | 万人  |
| ---------------------------------- | ----- |
| 役員                               | 335   |
| 期間の定めのない労働契約           | 3,728 |
| 1年以上の有期契約                  | 451   |
| 1か月～1年未満の有期契約（臨時雇） | 763   |
| 1か月未満の有期契約（日雇い）      | 15    |
| 期間がわからない                   | 239   |

期間の定めのない労働契約（きかんのさだめのないろうどうけいやく、英：Permanent employment）とは、特定の企業や公務（使用者）と雇用者との継続的な雇用関係において、雇用者が使用者の元で従業して永久的（定年制なし）または定年まで雇用期間を定めない雇用形態を指す。
これと対比される概念は、「期間の定めのある労働契約」（有期労働契約）である。
日本では、期間の定めのないフルタイム労働契約を正規雇用（せいきこよう）と呼び、1990年代以降、派遣労働（登録型派遣）や短期雇用契約など正規雇用以外の雇用形態（非正規雇用）と区別するために用いられるようになった。

## 産業による呼称
- アカデミックにおけるテニュア
- 製造業における本工

## 契約の終了
期間の定めのない労働契約は、報酬の定めによってそれぞれ決められた期間より前に申入れをすることによって、解約することができる。
もっとも、一般的な労働契約では、特別法である労働基準法の規定が民法より優先され、多くの企業では就業規則に退職に関する事項を定めるため（労働基準法第89条）、就業規則に解約の申し入れ期間に関する定めがあれば通常はそちらが優先され、民法第627条が適用されるのは就業規則に定めがない場合や、労働基準法が適用されない者（家事使用人等）に限られる。
使用者側から解約を行う場合（解雇）には、労働基準法の規定によりさらに強い規制がかかる。予告期間を30日以上設けるか、または日数分の解雇予告手当を労働者に支払う必要がある。ただし、天災事変その他やむを得ない事由のために事業の継続が不可能となった場合（単なる経営破綻では「やむを得ない事由」には該当しない）もしくは懲戒解雇である場合は事前予告・解雇予告手当は不要である。このほか、雇用期間が2か月以内の者や試用期間中で暦で14日を超えない者など、事前予告・解雇予告手当を不要とする者が定められている。

## 有期労働契約からの転換
労働契約法改正により、期間の定めのある労働契約が5年を超える場合、これを期間の定めのない労働契約に転換できる権利を得ることとなった（無期転換申込権）。